# Mayor Vicente Villafañe
Mayor Vicente Villafañe é um município da Argentina, localizada na província de Formosa.